# Obélisque de la piazza Navona

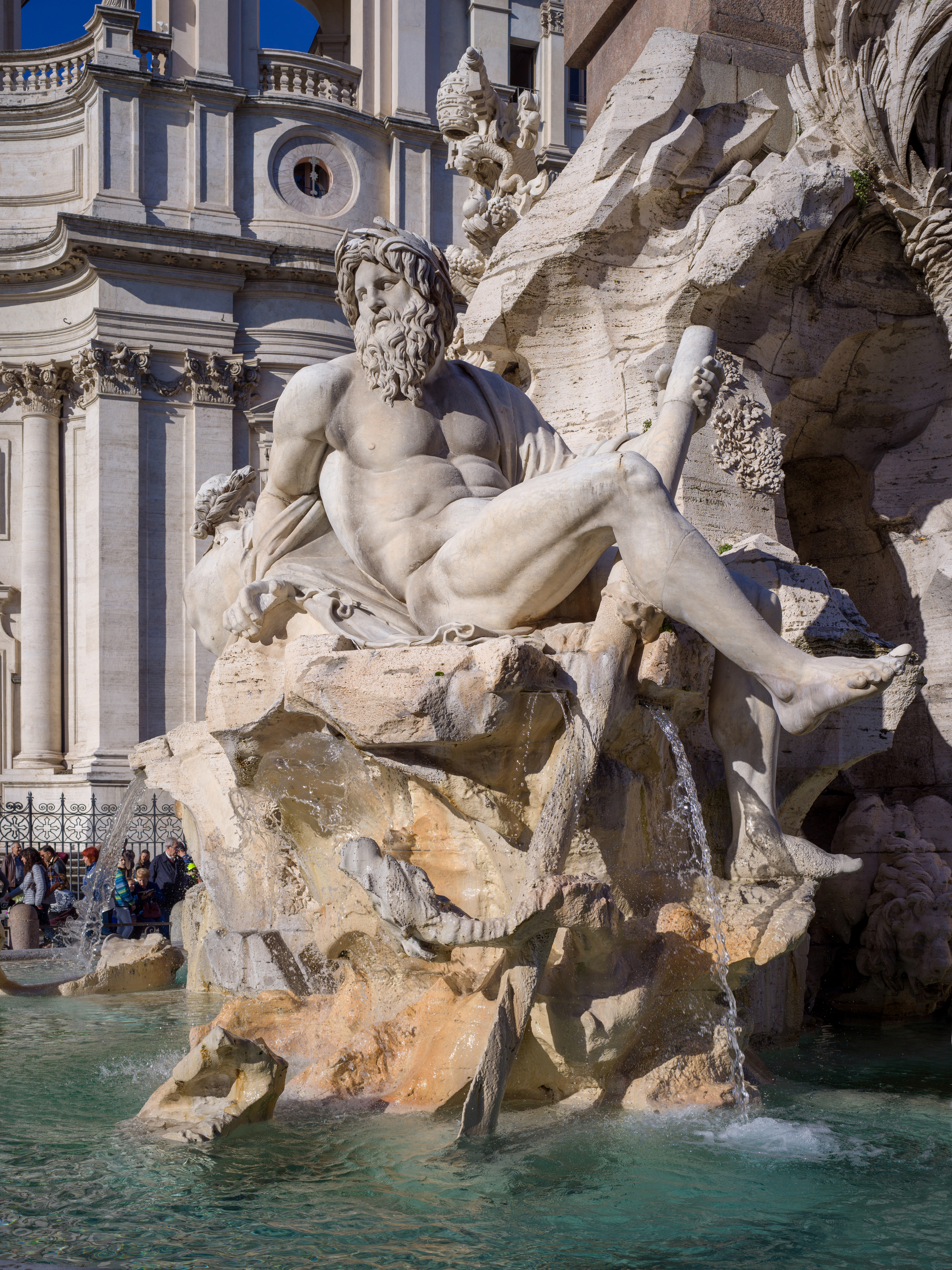
Une des statues au bas de l'obélisque. Photo novembre 2018.

L'obélisque de la piazza Navona, ou obélisque de la fontaine des Fleuves, ou encore obélisque de la fontaine des Quatre-Fleuves (en italien : obelisco Agonale) est un obélisque égyptien, d'époque romaine. Il a été érigé, à Rome, sur trois sites successifs.

## Origine
L'origine égyptienne de cet obélisque de taille moyenne (16,5 mètres) ne fait aucun doute, puisqu'il est fait de granite rouge de Syène. Mais les inscriptions hiéroglyphiques qu'il porte sur chacune de ses faces sont au nom de Domitien (81-96). Il s'agit donc d'une commande de cet empereur, peut-être à l'occasion de son accession au pouvoir.

## Au Champ de Mars, entre Iséum et Sérapéum
Du temps de Domitien, il fut installé, pense-t-on, entre le temple d'Isis et celui, gréco-égyptien, de Sérapis. C'est probablement lui qui est indiqué par un petit carré sur le plan de marbre sévérien de Rome, approximativement au milieu de la via Pié' di Marmo, où précisément on trouva les deux grandes statues du Nil et du Tibre aujourd'hui conservées, l'une au Vatican, l'autre au Louvre.

## Au cirque de Maxence
Il fut réutilisé, au début du IVe siècle, pour orner la spina du cirque de Maxence, aménagé sur la via Appia par l'empereur Maxence (306 - 312), en l'honneur de son fils Romulus, mort en 309. C'est là qu'il fut retrouvé, brisé en plusieurs morceaux.

## Piazza Navona
Contrairement à d'autres obélisques, il n'entra pas dans le grand plan d'urbanisme du pape Sixte Quint. Il dut attendre jusqu'en 1651, sous le pontificat d'Innocent X, pour être enfin restauré et placé par Le Bernin sur sa fontaine des Quatre-Fleuves, au centre de la piazza Navona, ancien stade de Domitien. Il est surmonté d'une colombe, emblème des Pamphili, famille romaine dont le palais se situe sur la place et qui donna plusieurs papes, dont Innocent X, commanditaire de la fontaine.